# Arthur Hill (attore teatrale)
Arthur Hill (1875 – 1932) è stato un attore teatrale e regista britannico.

## Biografia
Cominciò la sua carriera impersonando personaggi di animali nelle pantomime. Interpretò la parte del Leone codardo nei primi anni del Novecento in The Wizard of Oz, il musical tratto da The Wonderful Wizard of Oz di L. Frank Baum.

## Spettacoli teatrali
- The Wizard of Oz (Broadway, 20 gennaio 1903)
- The Wizard of Oz (Broadway, 21 marzo 1904)
- The Top o' th' World (Broadway, 19 ottobre 1907)
- Ziegfeld Follies of 1909 (Broadway, 14 giugno 1909)

## Filmografia

### Regista
- Accidents Will Happen (1915)
- One Night (1915)
- A Wonderful Lamp (1915)
- Such a War (1915)

### Attore
- A Good Little Devil, regia di Edwin S. Porter (1914)
- The Yellow Traffic, regia di Olaf Skavlan (1914)